# Bykovo (oblast de Moscou)
Pour les articles homonymes, voir Bykovo.
Bykovo (Быко́во, nom formé à partir de бык qui signifie « taureau ») est une commune urbaine du district urbain de Ramenskoïe dans l'oblast de Moscou. Elle comptait 8 594 habitants en 2021. Sa population augmente sensiblement pendant la belle saison grâce aux  propriétaires de datchas. 
Bykovo se trouve à 34 km au sud-est de Moscou. La gare de Bykovo relie la commune à la gare de Kazan de Moscou. Elle se trouve à côté de l'aéroport de Bykovo (désaffecté) et de l'autoroute A102 Moscou-Joukovski à 18 km de l'anneau autoroutier de Moscou.

## Histoire
La formation du village est liée à la construction en 1861 du chemin de fer entre Moscou et Kolomna par la Société de chemin de fer Moscou-Riazan. La commune doit son nom au petit village de Bykovo à 1,5 km au sud. Le village de cheminots obtient le statut de commune urbaine en 1962.

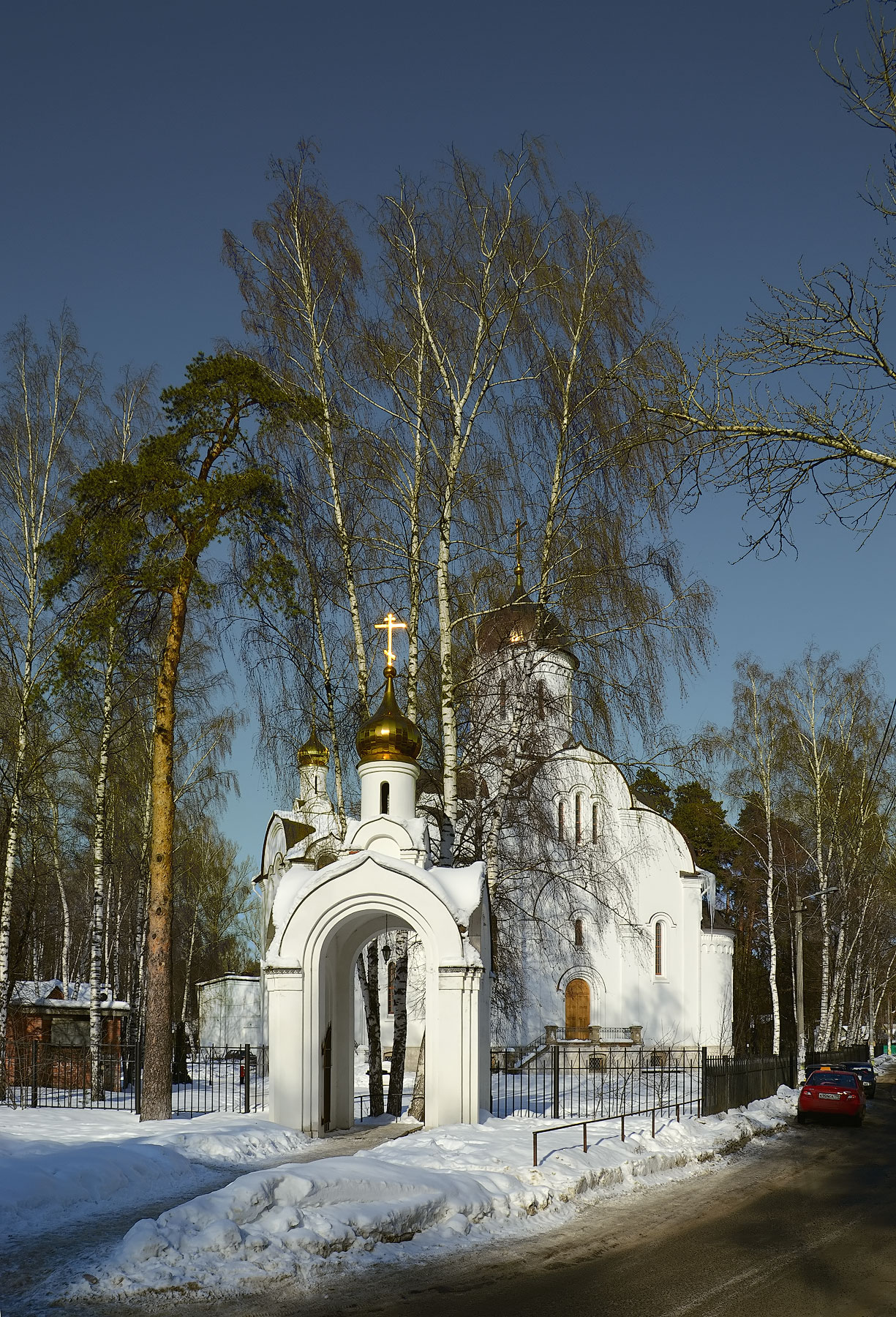
Vue de l'église de la Résurrection.
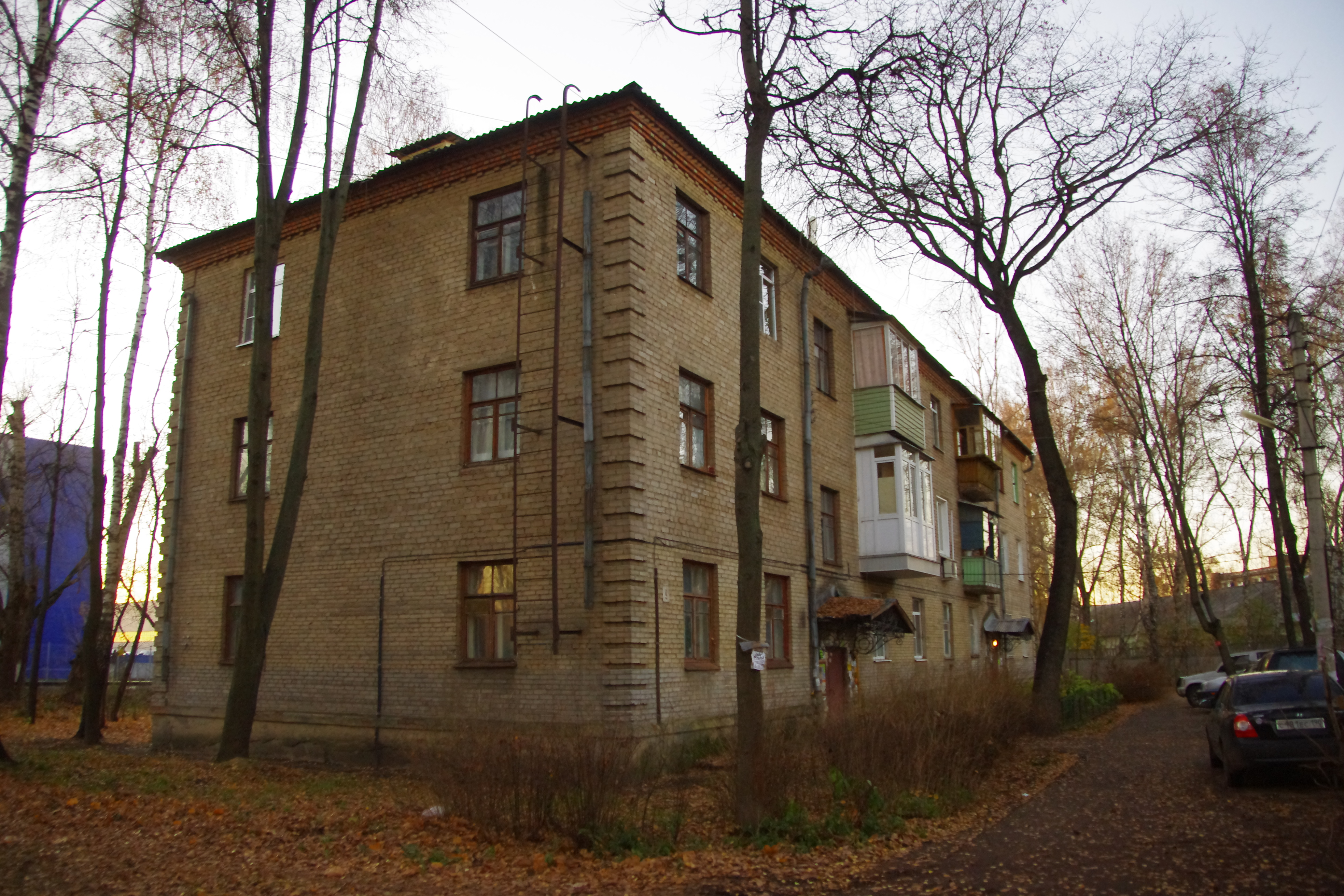
Logements ouvriers.
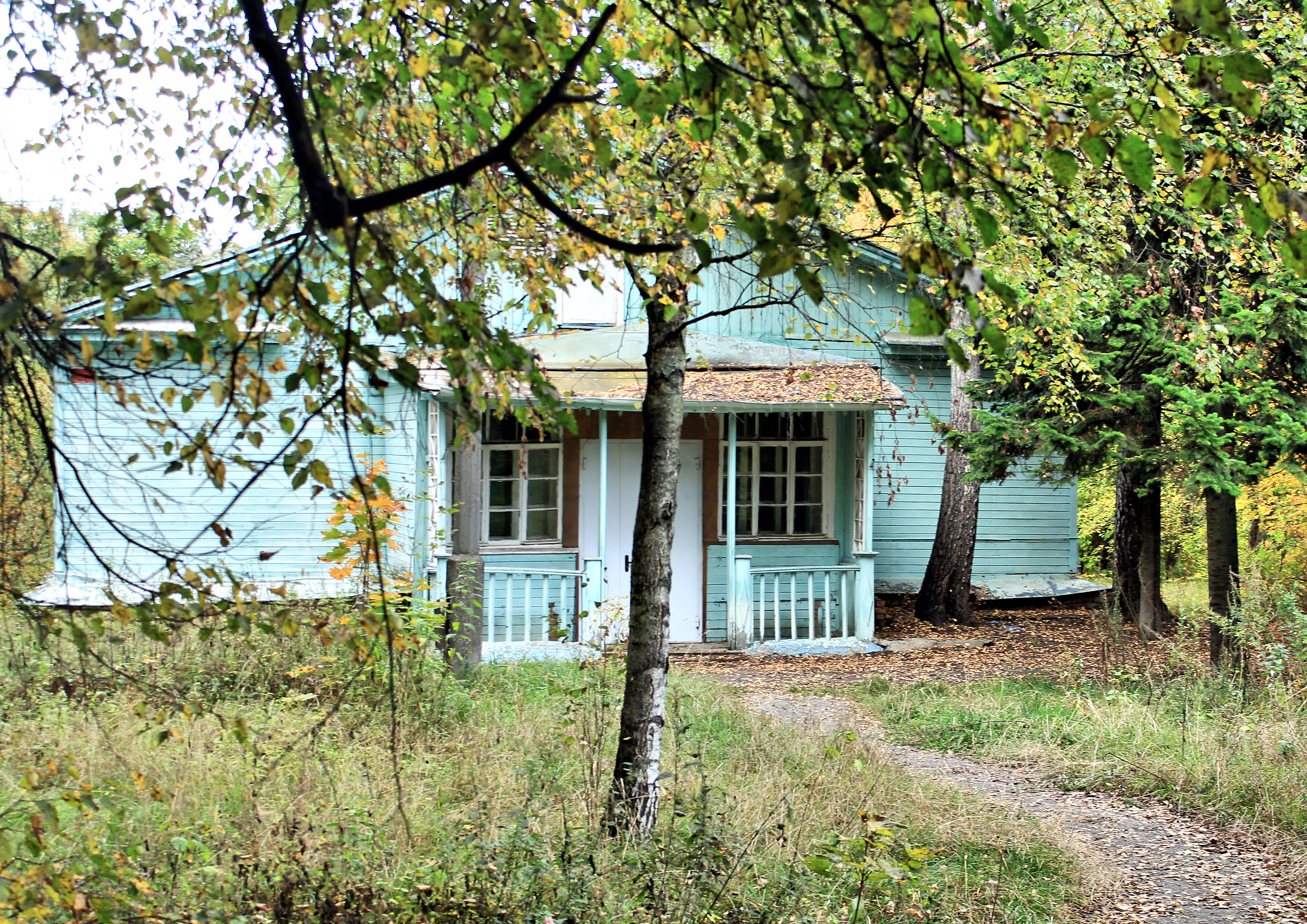
Datcha.
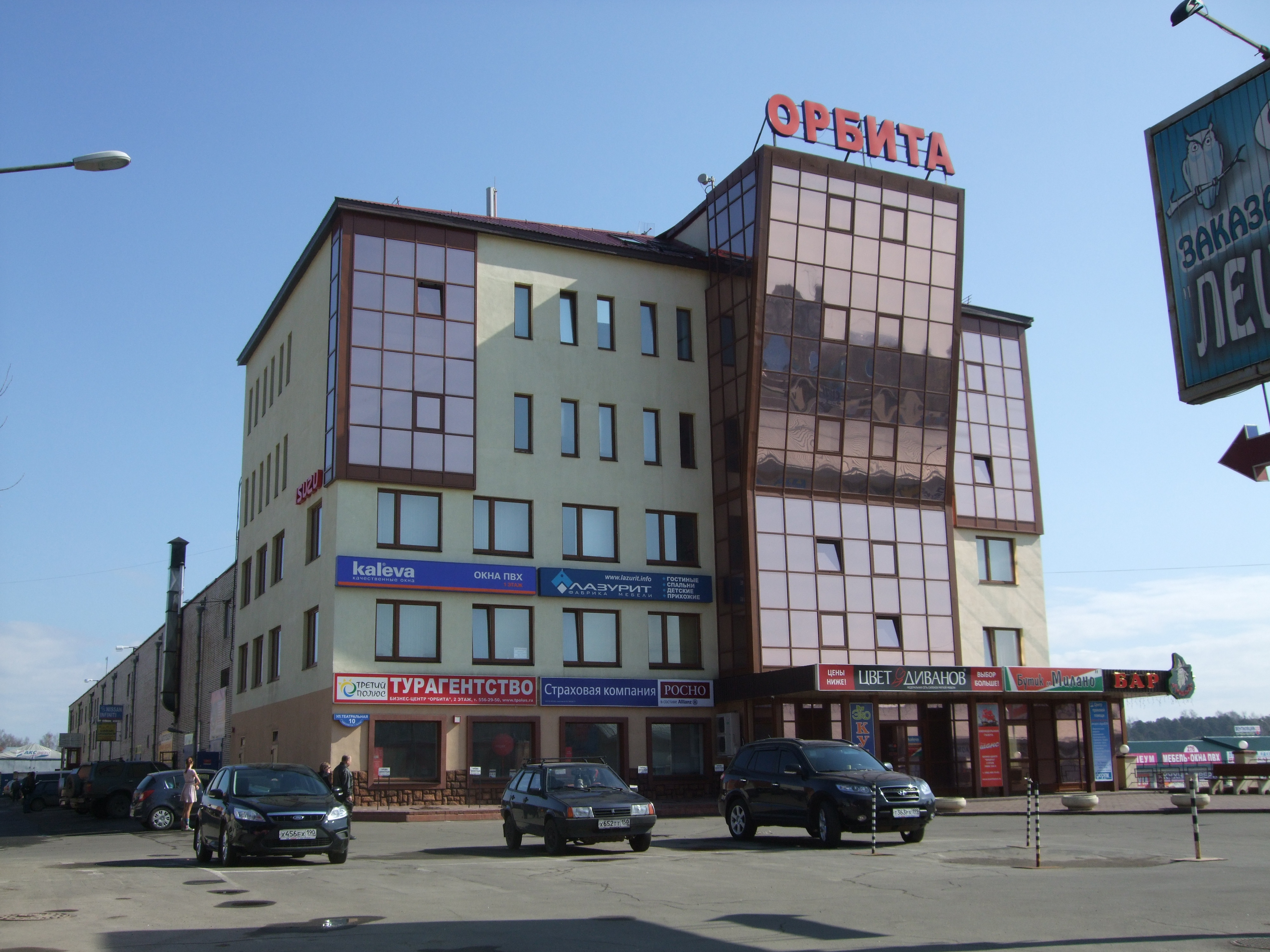
Immeuble de bureaux et commerces.

## Lieux à visiter
Dans le village de Bykovo:
- Manoir de Bykovo
- Église Notre-Dame-de-Vladimir de Bykovo

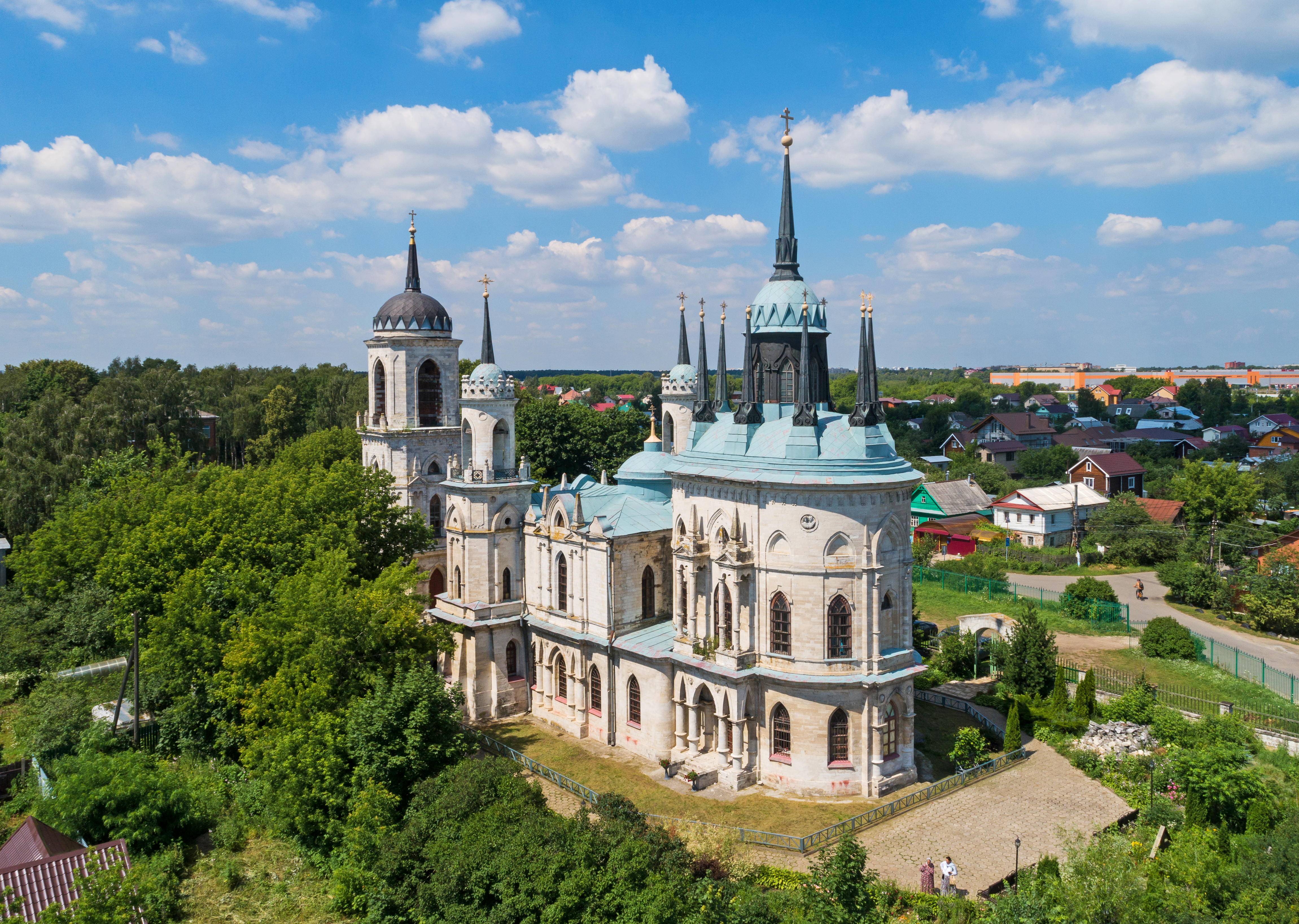
Vue de l'église Notre-Dame-de-Vladimir de Bykovo.

## Personnalités
- Vladimir Sorokine (1955-), écrivain né à Bykovo
- Pavel Tchoukhraï (1946-), réalisateur né à Bykovo